# Tobias of het einde van de angst
Tobias of het einde van de angst is een hoorspel van Marie Luise Kaschnitz. Tobias oder Das Ende der Angst werd op 12 november 1961 door de Süddeutscher Rundfunk uitgezonden. Carlos Tindemans vertaalde het en de BRT zond het uit op zondag 29 maart 1970. De regisseur was Walter Eysselinck. De uitzending duurde 60 minuten.

## Rolbezetting
- Diane de Ghouy (de moeder)
- Robert Van der Veken (jonge Tobias)
- Domien De Gruyter (Tobias)
- Jeanine Schevernels (Esra)
- Marc De Corte (de vreemdeling)
- Emmy Leemans (Sara)
- Jacky Morel (kleinkind Tobias)
- Anna Blanca, Jo Crab, Maria Melis, Jef Burm & Jos Simons (verdere medewerkenden)

## Inhoud
De schrijfster duidt het Tobiasverhaal uit het Oude Testament door de verwijzing naar de onberekenbaarheid van de genade. Haar hoorspel toont de zegenrijke activiteit van de oude Tobias in een gemeente van uit hun vaderland verdreven joden, zijn godsvertrouwen en zijn profetie van een betere toekomst. Nadat hij blind is geworden, zijn val in donkerheid en twijfel, verlaat de jonge Tobias het vaderlijk huis om arts te worden. Zijn droom van een mooie wereld wordt niet vervuld. Hij moet de staties van het lijden, van de zelfverloochening en onderwerping aan God doorlopen, tot hij zichzelf vindt, steeds meer op zijn vader gaat lijken, die hij ten slotte uit de duisternis kan verlossen…